# Камдентон (Міссурі)
Камдентон (англ. Camdenton) — місто (англ. city) в США, в окрузі Кемден штату Міссурі. Населення — 3960 осіб (2020).

## Географія
Камдентон розташований за координатами 38°0′48″ пн. ш. 92°45′5″ зх. д. / 38.01333° пн. ш. 92.75139° зх. д. (38.013223, -92.751271).  За даними Бюро перепису населення США в 2010 році місто мало площу 14,20 км², з яких 14,19 км² — суходіл та 0,01 км² — водойми.

## Демографія
Згідно з переписом 2010 року, у місті мешкало 3718 осіб у 1441 домогосподарстві у складі 901 родини. Густота населення становила 262 особи/км².  Було 1591 помешкання (112/км²).
Расовий склад населення:
| - 95,0 % — білих - 0,5 % — азіатів - 0,4 % — корінних американців - 0,3 % — чорних або афроамериканців - 1,4 % — осіб інших рас |

До двох чи більше рас належало 2,3 %. Частка іспаномовних становила 3,7 % від усіх жителів.
За віковим діапазоном населення розподілялося таким чином: 28,1 % — особи молодші 18 років, 58,1 % — особи у віці 18—64 років, 13,8 % — особи у віці 65 років та старші. Медіана віку мешканця становила 32,3 року. На 100 осіб жіночої статі у місті припадало 89,7 чоловіків;  на 100 жінок у віці від 18 років та старших — 85,8 чоловіків також старших 18 років.
Середній дохід на одне домашнє господарство  становив 37 883 долари США (медіана — 31 099), а середній дохід на одну сім'ю — 42 671 долар (медіана — 36 778). Медіана доходів становила 24 525 доларів для чоловіків та 27 853 долари для жінок. За межею бідності перебувало 26,4 % осіб, у тому числі 46,8 % дітей у віці до 18 років та 11,7 % осіб у віці 65 років та старших.
Цивільне працевлаштоване населення становило 1478 осіб. Основні галузі зайнятості: освіта, охорона здоров'я та соціальна допомога — 31,0 %, роздрібна торгівля — 16,8 %, мистецтво, розваги та відпочинок — 14,9 %.